# Jasper Tudor
Jasper Tudor, (c. 1431 - 21 de diciembre de 1495), primer Duque de Bedford, primer Conde de Pembroke, fue un noble inglés hijo de Owen Tudor y de la reina viuda Catalina de Valois.
Era tío de Enrique VII de Inglaterra de Inglaterra y fue el artífice de su victoriosa conquista de Inglaterra y Gales en 1485. Está enterrado en la abadía de Keynsham, Somerset. 

## Primeros años de vida
Era medio hermano del rey Enrique VI de Inglaterra, quien le hizo conde de Pembroke cuando llegó a la mayoría de edad, el 23 de noviembre de 1452. También fue caballero de la Orden de la Jarretera. No se sabe si los hermanos eran legítimos, porque el matrimonio de sus padres, secreto, probablemente no fue nunca reconocido por las autoridades. En todo caso, Jasper Tudor gozó de todos los privilegios derivados de su nacimiento hasta 1461, cuando fue declarado proscrito tras la derrota de su medio hermano en su lucha por la corona contra de la casa de York, conocida como la guerra de las Dos Rosas.

## guerra de las Dos Rosas
Jasper Tudor se hizo cargo del cuidado de su cuñada Margarita Beaufort y de la educación de su sobrino Enrique Tudor, cuyo padre murió antes de su nacimiento, hasta 1461 cuando su custodia le fue concedida al yorkista William Herbert.
Jasper Tudor fue un aventurero cuya experiencia militar, parte de ella adquirida en las primeras etapas de la guerra de las Dos Rosas, fue considerable. Jasper Tudor ocupó el castillo de Denbigh en 1460 para los partidarios de Lancaster y participó en la batalla de Mortimer's Cross en febrero de 1461, donde perdió la batalla ante el futuro rey, Eduardo IV de Inglaterra. Su padre Owen Tudor, fue luego capturado y decapitado en Hereford.
Exiliado en la corte del rey Luis XI de Francia, regresa a Inglaterra durante la restauración de su medio hermano al trono en 1470. Sin embargo el regreso del rey Eduardo IV de la casa de York de su exilio temporal en 1471, obligó a Jasper Tudor a llevarse a su sobrino ya adolescente al exilio en la Bretaña francesa. Gracias a sus enseñanzas, el que sería Enrique VII de Inglaterra adquiriría la conciencia táctica que le permitiría finalmente derrotar al más experimentado Ricardo III de Inglaterra en 1485, en la batalla de Bosworth, victoria que le permitiría recuperar el trono para su familia. 
Tras su coronación en 1485, Enrique VII devolvió a su tío Jasper Tudor los títulos que previamente poseía, incluyendo su pertenencia a la Orden de la Jarretera y el ducado de Bedford, así como el cargo de lord-lieutenant o gobernador militar de Irlanda, que ostentó de 1486 a 1494. En 1488 obtuvo la propiedad del castillo de Cardiff.

## Matrimonio e hijos

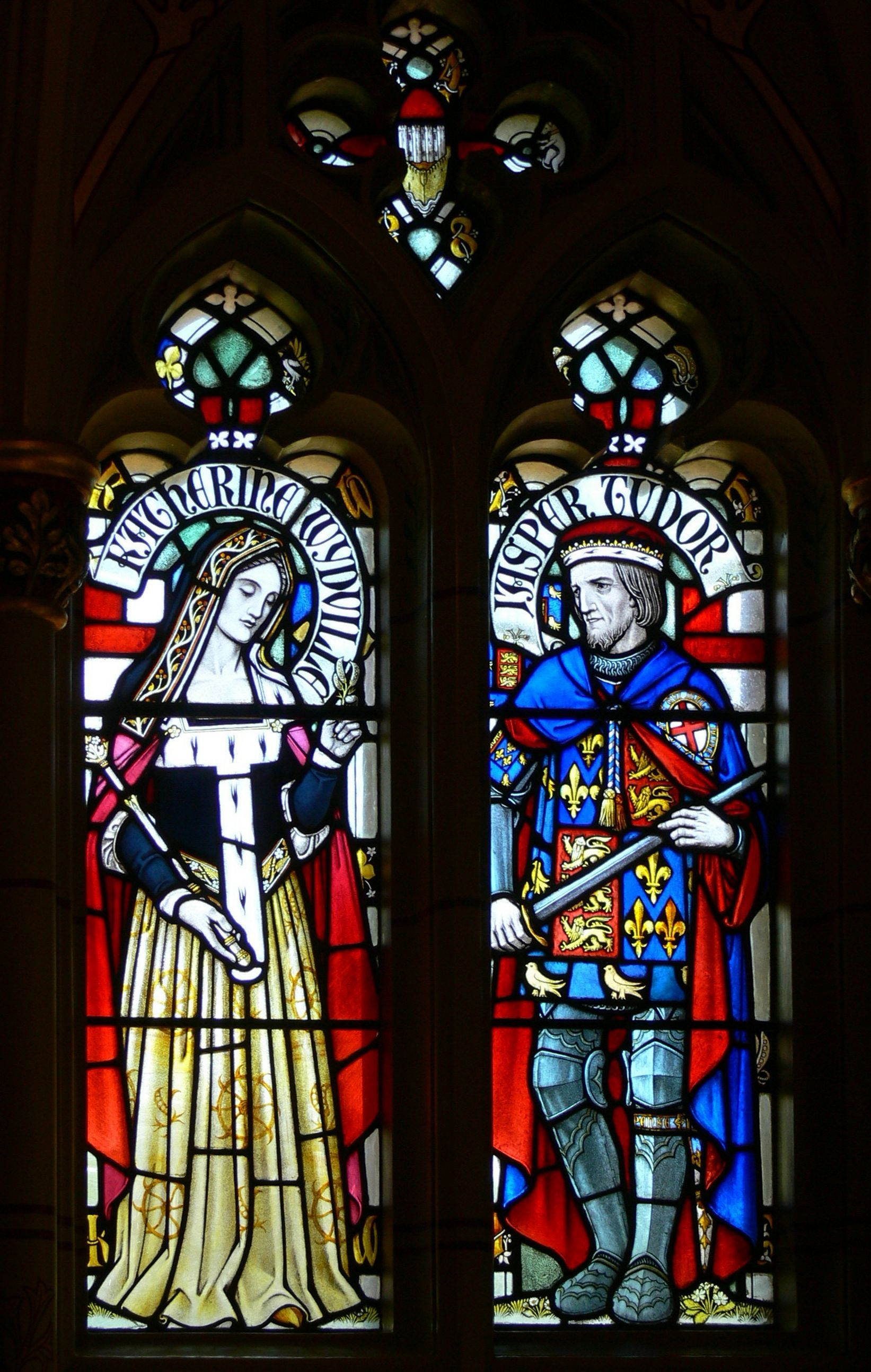
Retrato de Jasper Tudor y su esposa Catalina Woodville.

Contrajo matrimonio alrededor de 1483 con Catalina Woodville (nacida antes de 1458, muerta después de 1525), hermana de la reina consorte Isabel Woodville, hija del conde de Rivers Ricardo Woodville (decapitado en 1469) y su esposa Jacquetta de Luxemburgo (c. 1416-1472). 
Catalina era viuda de Henry Stafford, II duque de Buckingham con el que tenía cuatro hijos. Al enviudar de Jasper en diciembre de 1495 se casó con el caballero Sir Richard Wingfield, duque del castillo de Kimbolton. 
Sin dejar descendencia legítima, Jasper fue padre de dos hijos bastardos.

## En la ficción

### Series de televisión
| Año  | Título             | Intérprete    | Director |
| ---- | ------------------ | ------------- | -------- |
| 2017 | The White Princess | Vincent Regan | -        |
| 2013 | The White Queen    | Tom McKay     |          |